# Wu Le-pao
Wu Le-pao (zjednodušená čínština: 吴乐宝; tradiční čínština: 吳樂寶, *8. června 1983, Peng-pu) je čínský kybernetický disident. Je velmi aktivní v kritice čínské vlády a jejího zahraničního vlivu, kritizuje zejména její dopad na svobodu v Austrálii a dalších demokratických zemích. Tvrdí, že Asociace čínských studentů a vědců je přímo řízena čínskými velvyslanectvími a čínskou vládou a sabotuje svobodu akademických pracovníků v kampusech západních univerzit. V roce 2019 bylo odhaleno, že Le-pao patří mezi zhruba stovku disidentů včetně Aj Wej-weje, 14. dalajlamy a Liou Siao-poa, jejichž jména a díla je v Číně zcela zakázáno tisknout.

## Životopis

### Raná léta v Číně
Wu Le-pao byl podezřelý, že spolu s umělcem a disidentem Aj Wej-wejem vedl čínskou jasmínovou revoluci, a byl vyslýchán Úřadem veřejné bezpečnosti Čínské lidové republiky. Formálně byl zatčen 14. července 2011 a po dobu tří měsíců byl zadržován ve vazební věznici č. 2 v Peng-pu za „podněcování k podvracení státní moci.“ Dne 28. října 2011 byl propuštěn na kauci, ale bylo mu zakázáno stýkat se s ostatními čínskými disidenty. Bylo oznámeno, že během zadržení byl mučen.
Po ukončení kauce v únoru 2013 opustil Čínu. Po příjezdu do Austrálie prohlásil, že protesty v Číně nevedl. Poté se usadil v australském Melbourne.

### V Austrálii
V květnu 2015 se Wu jako čínský uprchlík podílel spolu s Ku I na podpisu otevřeného dopisu, v němž apeloval na to, aby čínská vláda ukončila utajování masakru na náměstí Nebeského klidu a pohnala k odpovědnosti viníky. Wu poskytl rozhovor deníku The Guardian, v reportáži byl Wu nazván „Osamělý hlas čínského disentu odmítá zapomenout na oběti náměstí Nebeského klidu“. Wu vyprávěl svůj příběh o svém uvěznění v Číně a o svých obavách, že čínský vliv bude mít dopad na svobodu slova v Austrálii.
V roce 2016 Le-pao a jeho přátelé zveřejnili na stránkách Change.org otevřený dopis na podporu Wu Weie, vyučujícího z univerzity v Sydney, který spálil svůj čínský pas a poté byl napaden čínskými studenty. V dopise Le-pao tvrdil, že „spálení čínského pasu je pouze způsob, jakým pan Wu vyjádřil svůj politický nesouhlas.“ Domnívá se, že Wu Wej „se stává obětí stále dotěrnějších pokusů čínské vlády omezit hlasy nesouhlasu mezi zámořskými Číňany.“
Později v témže roce poskytl Le-pao rozhovor novináři z Woroni, novin Australské národní univerzity, v němž prozradil, že zde začal studovat a je často obtěžován čínskými studenty kvůli svým politickým názorům a uprchlickému původu. V září 2016 se Le-pao a jeho přítel Alex Joske, který byl tehdy studentem žurnalistiky na ANU, zúčastnili slavnostního večera pořádaného čínskými studenty na jejich univerzitě. Organizátoři z Asociace čínských studentů a vědců je sledovali až na toaletu. V roce 2017 Le-pao a Joske publikovali ve Woroni odhalení o Asociaci čínských studentů a vědců, kde podrobně popsali incident, který na slavnosti zažili.
V roce 2018 se Le-pao účastnil celosvětového kampusového hnutí „Ne mému prezidentovi“, které iniciovalo velké množství studentů čínského původu ze zámoří, kteří dávali najevo svůj nesouhlas s generálním tajemníkem Komunistické strany Číny Si Ťin-pchingem. Toto hnutí se rozšířilo do mnoha západních zemí mimo Čínu.
V únoru 2019 bylo Le-paoovo jméno a jeho díla odhaleny na černé listině pro tisk v Číně i pro zahraniční nakladatele. Seznam získaly deníky The Age a The Sydney Morning Herald tak, že byl zaslán čínskými zástupci australským vydavatelům, aby cenzurovali politická témata, která čínský režim odmítá. Na seznamu bylo zakázáno tisknout v Číně více než sto slov souvisejících s disidenty. V pozdějším rozhovoru pro The Sydney Morning Herald Le-pao řekl: „V Číně se nesmí tisknout slova disidentů: Čína je prostě čím dál agresivnější, cenzura v Číně jim nestačí, rádi by ji rozšířili i do západních zemí, zejména do Austrálie, protože u nás žije velké množství Číňanů.“